# Starodoeb aan de Kljazma
Starodoeb aan de Kljazma (Russisch: Стародуб на Клязьме; [Starodoeb na Kljazme]; Starodoeb betekent zoveel als "oude eik") was van de 12e tot de 14e eeuw een belangrijke stad in de historische Russische regio Opolje. De stad was gelegen aan de rivier de Kljazma, op ongeveer 12 kilometer van de huidige stad Kovrov in de oblast Vladimir. Zoals vele andere steden in de omgeving werd Starodoeb aan de Kljazma genoemd naar de stad waar de uit het zuiden stammende bevolking oorspronkelijk vandaan kwam, in dit geval het Severische Starodoeb in de huidige oblast Brjansk. Tegenwoordig bevindt zich op de locatie van het oude Starodoeb aan de Kljazma het dorp Kljazminski Gorodok ("Kljazmastadje").
In 1238, tijdens de Mongoolse invasie van Rusland, maakte de jongste zoon van Vsevolod III, Ivan, Starodoeb tot zijn residentie. Zijn afstammelingen heersten meer dan een eeuw over de kleinste Russische vorstendommen, terwijl ze probeerden de aanvallen van twee machtige aangrenzende vorstendommen (Moskou en Nizjni Novgorod) af te slaan. Hun kortstondige macht kwam tot een eind in de jaren 1730, toen de stad uiteindelijk werd geannexeerd door Dmitri Donskoj. Daaropvolgend verhuisden verscheidene erfgenamen van de Starodoeb-dynastie naar Moskou, waar zij prinselijke families als Gagarin, Romodanovski en Pozjarski gingen vormen.
Gedurende de Tijd der Troebelen werd de stad geheel afgebrand door de Poolse generaal Alexander Jozef Lisowski, die de streek teisterde in maart 1609. Sommigen historici geloven dat Prins Dmitri Pozharski, die Rusland door de turbulente tijd heen hielp, begraven ligt in Starodoeb, het domein van zijn voorvaders.

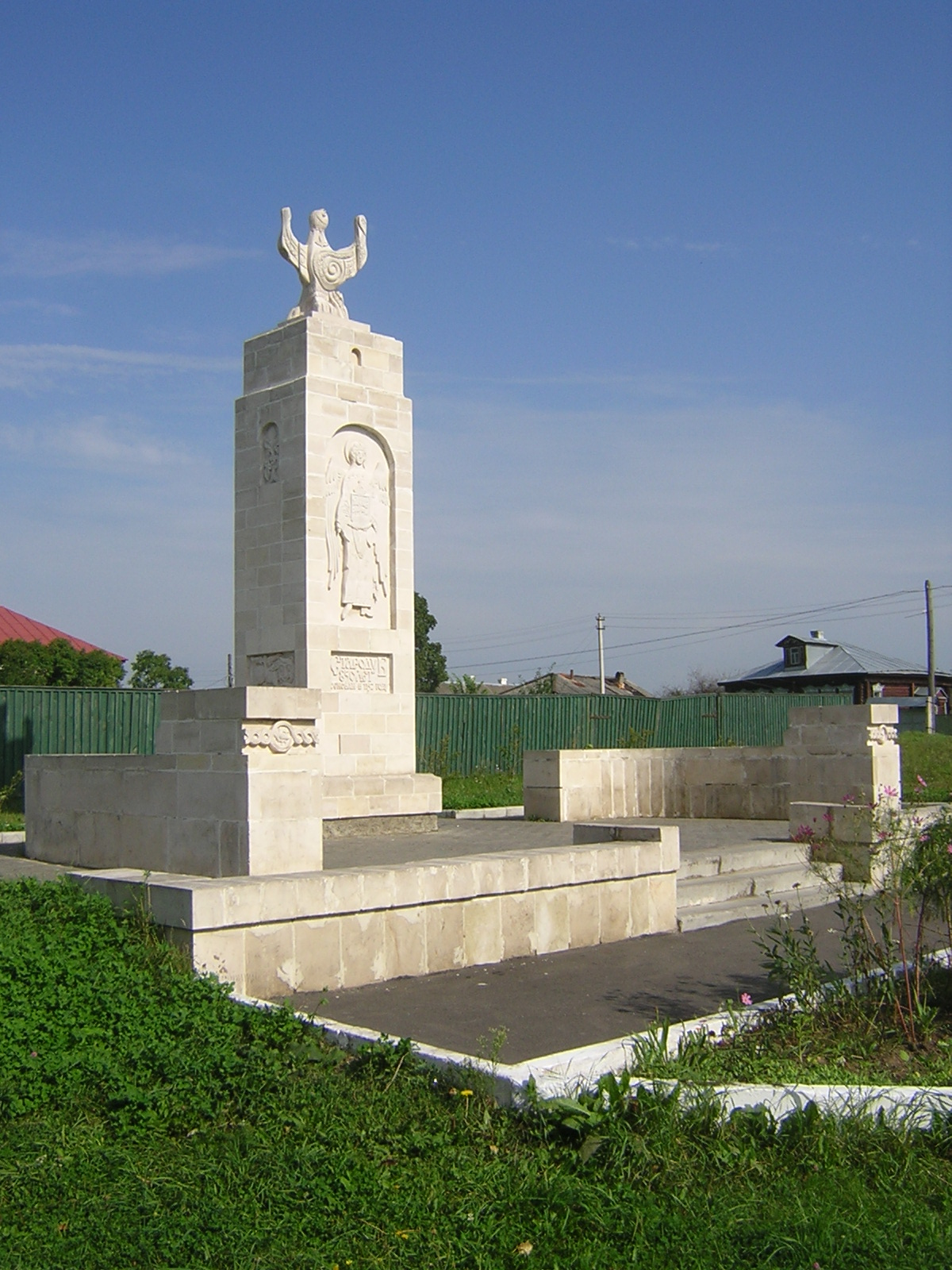
Standbeeld voor Starodoeb aan de Kljazma